# صواريخ المقاومة الفلسطينية
صواريخ المقاومة الفلسطينية هي الصواريخ التي تطلقها الأجنحة العسكرية للفصائل الفلسطينية من قبل الوحدة الصاروخية في الجناح العسكري التابعة ل الفصائل الفلسطينية.

## أول الصواريخ
- صاروخ القسام: هو أول صاروخ صنعته كتائب الشهيد عز الدين القسام الجناح العسكري لحركة حماس.[1]
- صاروخ أقصى: هو أول صاروخ صنعته كتائب شهداء الأقصى الجناح العسكري لحركة فتح.
- صاروخ عبدو: هو أول صاروخ صنعته كتائب الشهيد أحمد أبو الريش الجناح العسكري لحركة فتح.

## أبرز الصواريخ التي أطلقت
- صاروخ عياش 250
  - هو الصاروخ التي أطلقته كتائب الشهيد عز الدين القسام في معركة سيف القدس 2021.[2]
- صاروخ فجر 5
  - هو الصاروخ التي أطلقته سرايا القدس الجناح العسكري لحركة الجهاد الإسلامي في فلسطين في معركة السماء الزرقاء 2012.